# إدوارد جينر
إدوارد جينر (بالإنجليزية: Edward Jenner)‏ هو طبيب إنكليزي (17 مايو 1749 - 26 يناير 1823) كان أول من اكتشف لقاح لمرض الجدري، غالبًا ما يُطلق على جينر لقب «أبو علم المناعة»، ويقال إن عمله «أنقذ حياة أكثر من عمل أي إنسان آخر». في زمن جينر، قتل الجدري حوالي 10٪ من السكان، مع ارتفاع يصل إلى 20٪ في البلدات والمدن حيث تنتشر العدوى بسهولة أكبر. في عام 1821، تم تعيينه طبيبًا استثنائيًا للملك جورج الرابع، كما تم تعيينه أيضًا رئيسًا لبلدية بيركلي وعضو في الجمعية الملكية، في مجال علم الحيوان كان أول شخص يصف حضنة التطفل من الوقواق. في عام 2002، ورد اسم جينر في قائمة بي بي سي لأعظم 100 بريطاني.

## الجدري
في أواخر القرن الثامن عشر، قام إدوارد جينر بملاحظة ودراسة الآنسة ساره نيلمس حلابة البقر التي أُصيبت بالجدري سابقا ووجدت بعد ذلك محصّنه ضدّ الجدري وذلك لأنها كانت قد أصيبت بحمى جدري البقر (cowpox). فاستنتج جينر أن أخذ مواد من جلد المصابة وحقنها بشخص آخر لإصابته بنفس المرض سوف يولد مناعة مستقبلية ضد مرض الجدري وذلك لأن هذا المرض هو مشابه ولكنه أقل خطورة. طوّر جينر اللقاح الأول مستند على هذه النتائج؛ بعد جهد طويل (لكن ناجح) قام بحملة تطعيم استمرت إلى أن أعلنت منظمة الصحة العالمية استئصال الجدري من العالم في عام 1980.

## الإنجازات
اللقاحات التي تعطى لكل طفل منذ الأشهر الأولى لولادته، تحصنه ضد عدد كبير من الأمراض، مثل الحصبة وشلل الأطفال والتهاب الكبد الفيروسي وغيرها، لهذه اللقاحات قصة بدأت في مدينة بركلي البريطانية، في نهاية القرن الثامن عشر وبداية القرن التاسع عشر، اكتشف إدوارد جينر بالمصادفة أن الإصابة بفيروس جدري البقر تقي البشر من ويلات الإصابة بمرض الجدري، الذي كان يعتبر أخطر وباء يصيب البشر في ذلك الحين، لقد بدأ الفصل الأول لقصة أول لقاح في التاريخ عام 1798 عندما جاءت سيدة تستشير إدوارد جينر في مرض، وعند سؤالها إذا كانت أصيبت بالجدري، أكدت له أنها تعرضت لجدري البقر لذلك لن تصاب بجدري البشر!! فبدأ الطبيب يبحث في خفايا هذا السر، فاكتشف أن جدري البقر نوعان، يشبه أحدهما جدري الإنسان، فاستفاد منه في فكرة التلقيح، وفي 14 مايو 1796 اختار جينر طفل سليم (جيمس فيبس) كان عمره حوالي 8 سنوات ليقوم بتلقيحه بمرض جدري البقر. ونجا الطفل من التلقيح التجريبي لفيروس جدري البقر ولكن عانى فيبس من حمى خفيفة فقط. وفي 1 يوليو 1796 أخذ «جينر» عينة من قيح مرض الجدري المميت، وقام بتطعيم الطفل «فيبس» بها في ذراعه وقام بالأمر مرارا وتكرارً، ونجا الطفل بعد أكثر من 20 محاولة دون استسلام للمرض، وبعد وقت قليل اتضح أن طريقة جينر للتطعيم بجدري البقر هي آمنة أكثر من طريقة التجدير، وفي عام 1801م تم تطعيم أكثر من 100.000 شخص ضد المرض.

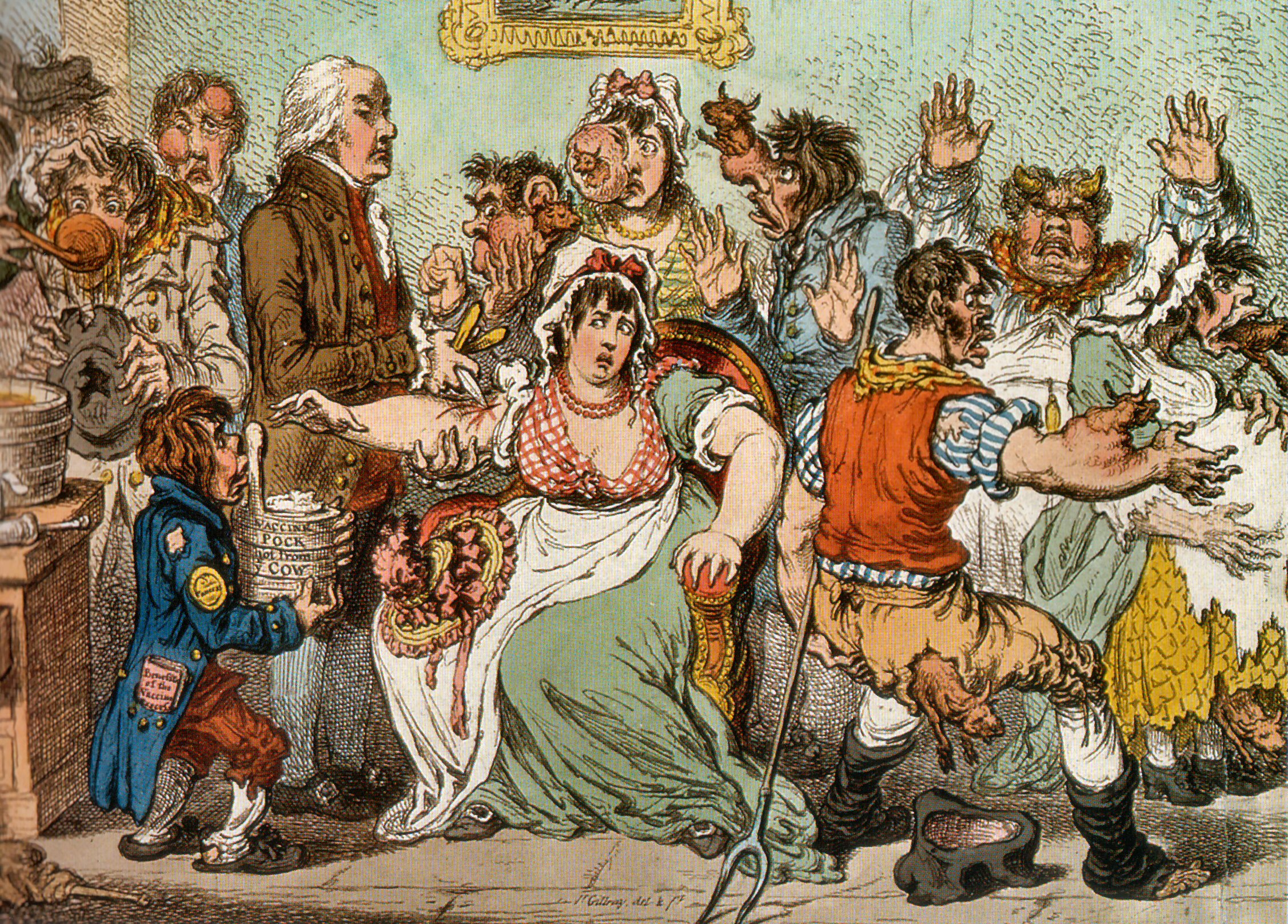
رسم هزلي في عام 1802م، يُصور "إدوارد جينر" يقوم بتطعيم الناس بمرض جدري البقر، فتخرج الابقار من اجسادهم!

ولكن بالرغم من اعتراضات الممارسين الطبيين للتلقيح بالجدري (varilation) وربما لأنهم توقعوا انخفاضاً في دخلهم، جعلت المملكة المتحدة التطيعم بالمجان للفقراء في عام 1840م. وفي العام نفسه تم منع الممارسة بالحقن بالجدري وأعُلن أنها ممارسة غير قانونية بسبب الوفيات المصاحبة لها. ثم أصبح التطعيم إجباريا في بريطانيا ووبيلز بموجب قانون التطيعم لعام 1853م، ونص القانون على تغريم الآباء جنيهًا إسترلينيًا ما لم يتم تطيعم أطفالهم قبل بلوغهم عمر ثلاثة أشهر. ولم يُطبق القانون بالشكل الكافي بالإضافة إلى عدم فعالية نظام توفير التطعيمات والذي لم يتغير منذ عام 1840م. وبعد أن أظهر السكان امتثالا مبكرا للتطعيم، كانت نسبة قليلة فقط هي التي خضعت للتطعيم. فلم يلقى التطعيم الإجباري ترحيباً، وبعد مظاهرات معارضة، تأسست رابطة مناهضة للتطعيم وأُخرى مناهضة للتطعيم الإجباري في عام 1866م. وعقب الحملات المناهضة للتطعيم الإجباري تفشى الجدري في صورة وباء خطير في مدينة غلوستر، حيث ضرب الوباء المدينة لأول مرة منذ 20 سنة ومات 434 شخص من بينهم 281 طفل. وبالرغم من ذلك وافقت الحكومة على رأي معارضي التطعيم، وأصدرت قانون التطعيم لعام 1898 ونصت ومنعت موجبه الغرامات كما أدرجت بنداً لأول مرة «المستنكف الضميري» (Conscientious objector) يتعلق بأن يعمل المرء بما يمليه عليه ضميره، ويسمح للآباء والأمهات الذين لا يؤمنون بفعالية التطعيم أو سلامته بالحصول علي شهادة إعفاء من التطعيم. وخلال السنوات التالية منح 205.000 إعفاء من التطعيم، وبحلول عام 1912 تم تطعيم أقل من نصف عدد السكان من المواليد الجُدد. وفي عام 1948م لم يعد التطعيم ضد الجدري إجبارياً في المملكة المتحدة.
ومن هذه البداية ظهرت عشرات اللقاحات وتطورت أساليب استخلاصها إلى أن ظهر الآن علم متكامل اسمه علم المناعة يرجع الفضل الأول فيه إلى تجارب إدوارد جينر.

## وصلات خارجية
- إدوارد جينر على موقع الموسوعة البريطانية (الإنجليزية)
- إدوارد جينر على موقع إن إن دي بي (الإنجليزية)

1. 1 2  Brockhaus Enzyklopädie | Edward Jenner (بالألمانية), OL:19088695W, QID:Q237227
2. 1 2  Gran Enciclopèdia Catalana | Edward Jenner (بالكتالونية), Grup Enciclopèdia, QID:Q2664168
3. 1 2  GeneaStar | Edward Jenner، QID:Q98769076
4. 1 2  Proleksis enciklopedija | Edward Jenner (بالكرواتية), QID:Q3407324
5. 1 2 3 4 5  Colin Matthew, ed. (2004), Oxford Dictionary of National Biography (بالإنجليزية), Oxford: Oxford University Press, QID:Q17565097
6. ↑  Riedel، Stefan (يناير 2005). "Edward Jenner and the history of smallpox and vaccination". Proceedings (Baylor University. Medical Center). Baylor University Medical Center. ج. 18 ع. 1: 21–25. DOI:10.1080/08998280.2005.11928028. PMC:1200696. PMID:16200144.
7. ↑  Baxby، Derrick. "Jenner, Edward (1749–1823)". Oxford Dictionary of National Biography. دار نشر جامعة أكسفورد. مؤرشف من الأصل في 2020-10-07. اطلع عليه بتاريخ 2014-02-14.